# Pavo cristatus
El pavo real común (Pavo cristatus), también conocido como pavo real de la India o pavo real de pecho azul, es una especie de ave galliforme de la familia Phasianidae, una de las dos especies del género Pavo, que desde tiempos antiguos destacó entre los animales admirados por el ser humano a causa del extraordinario abanico policromado que constituye la cola de los machos.

## Distribución y hábitat

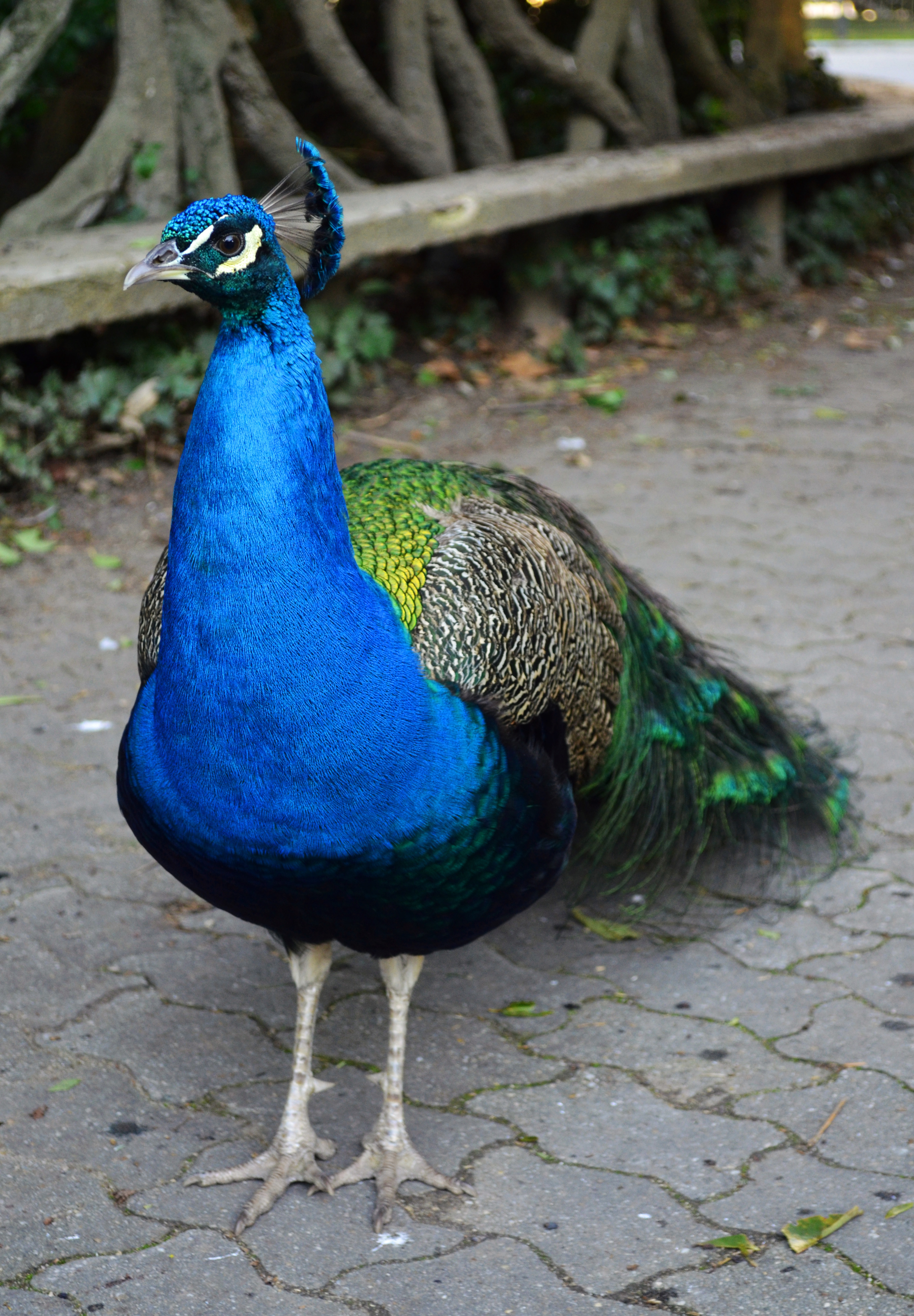
Macho con la cola recogida

El pavo real es originario del sur de Asia y se encuentra por todo el subcontinente indio y en zonas secas de Sri Lanka, principalmente en altitudes inferiores a los 1800 metros. En raras ocasiones, habita en regiones cercanas a los 2000 m. Vive en bosques caducifolios tanto húmedos como secos, pero se adapta a la vida en regiones de cultivos y alrededor de poblaciones humanas, frecuentemente donde hay agua disponible.
Algunos autores sugieren que Alejandro Magno introdujo esta especie en Europa, mientras que otros creen que se encontraba ya en la Antigua Grecia por el año 450 a. C., y que quizá se introdujo incluso antes. Desde entonces, se ha venido introduciendo en muchas otras partes del mundo, y en algunas zonas ha llegado a ser silvestre.

## Descripción
El pavo real es una especie con un fuerte dimorfismo sexual. El macho de esta especie tiene una longitud de entre 100-115 cm del pico a la cola, alcanzando los 195-225 cm hasta el extremo de las largas plumas especializadas que conforman el abanico —cola secundaria— cuando están plenamente desarrolladas. Su peso es de 4-6 kg. La hembra es más pequeña, con una longitud de unos 95 cm y un peso de 2,75-4 kg.

### Macho

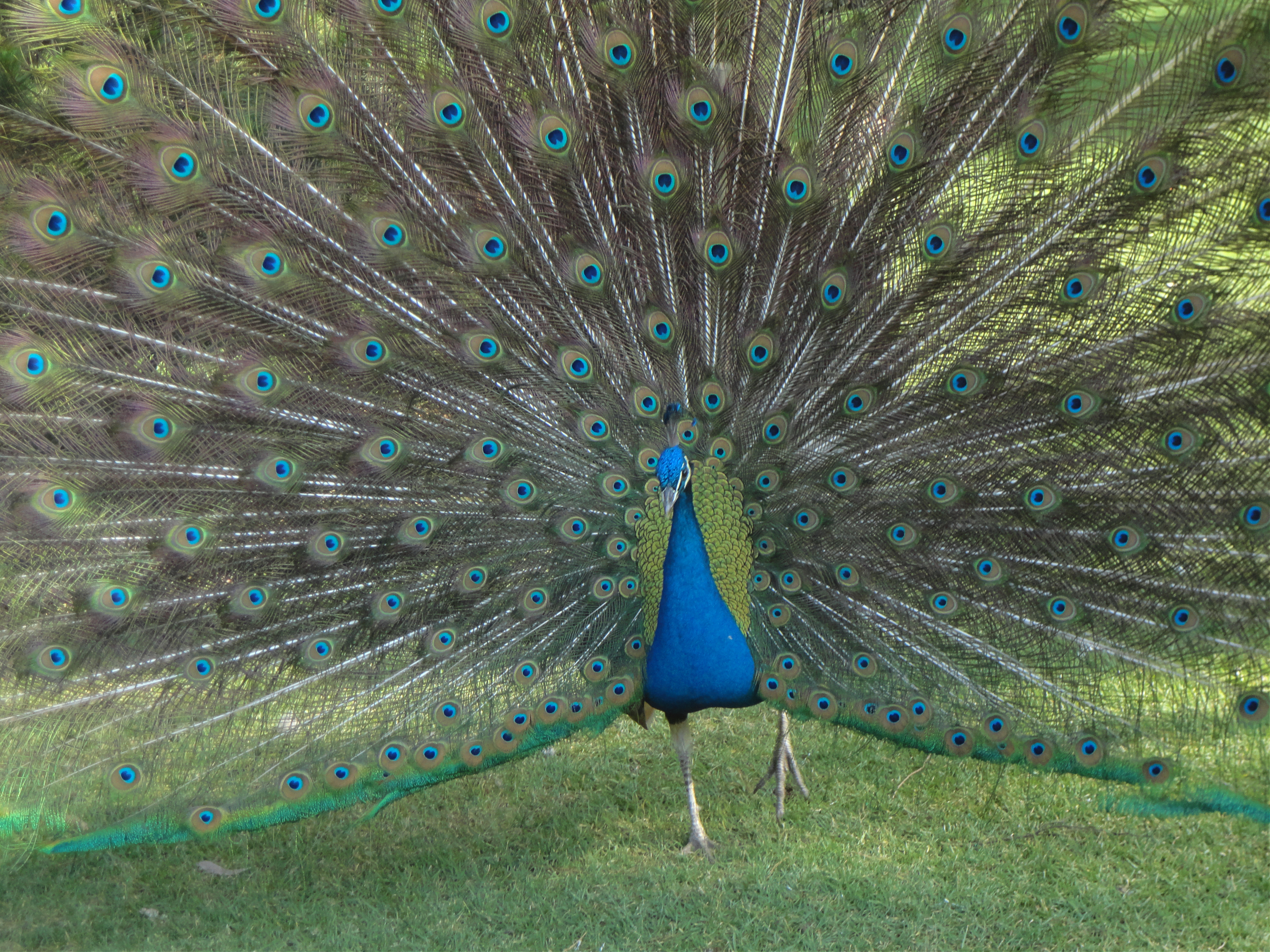
Macho mostrando su cola

El plumaje de la parte anterior del animal es azul cobalto iridiscente, con reflejos verdes a ambos lados de la cabeza. En esta se inserta un pico de color gris y está coronada por un copete de plumas con el eje desnudo blanco y las puntas azul verdosas. Sobre el ojo y debajo de este existen dos líneas blancas de piel sin plumas.
La región de la espalda está formada por plumas de aspecto escamado de colores verdes y negros con reflejos bronces y cobres. Las alas y su inserción escapular son negras barradas con blanco, pero con las plumas primarias, visibles únicamente durante el vuelo, de color canela. La verdadera cola es marrón oscura, mientras que las supracobertoras que forman la cola secundaria son de color dorado con tonos iridiscentes de bronce y azul, tachonadas de ocelos con franjas azules, marrones y verdes. Algunas de estas plumas especializadas carecen de ocelos y terminan en su extremo en una semiluna negra.

### Hembra y crías

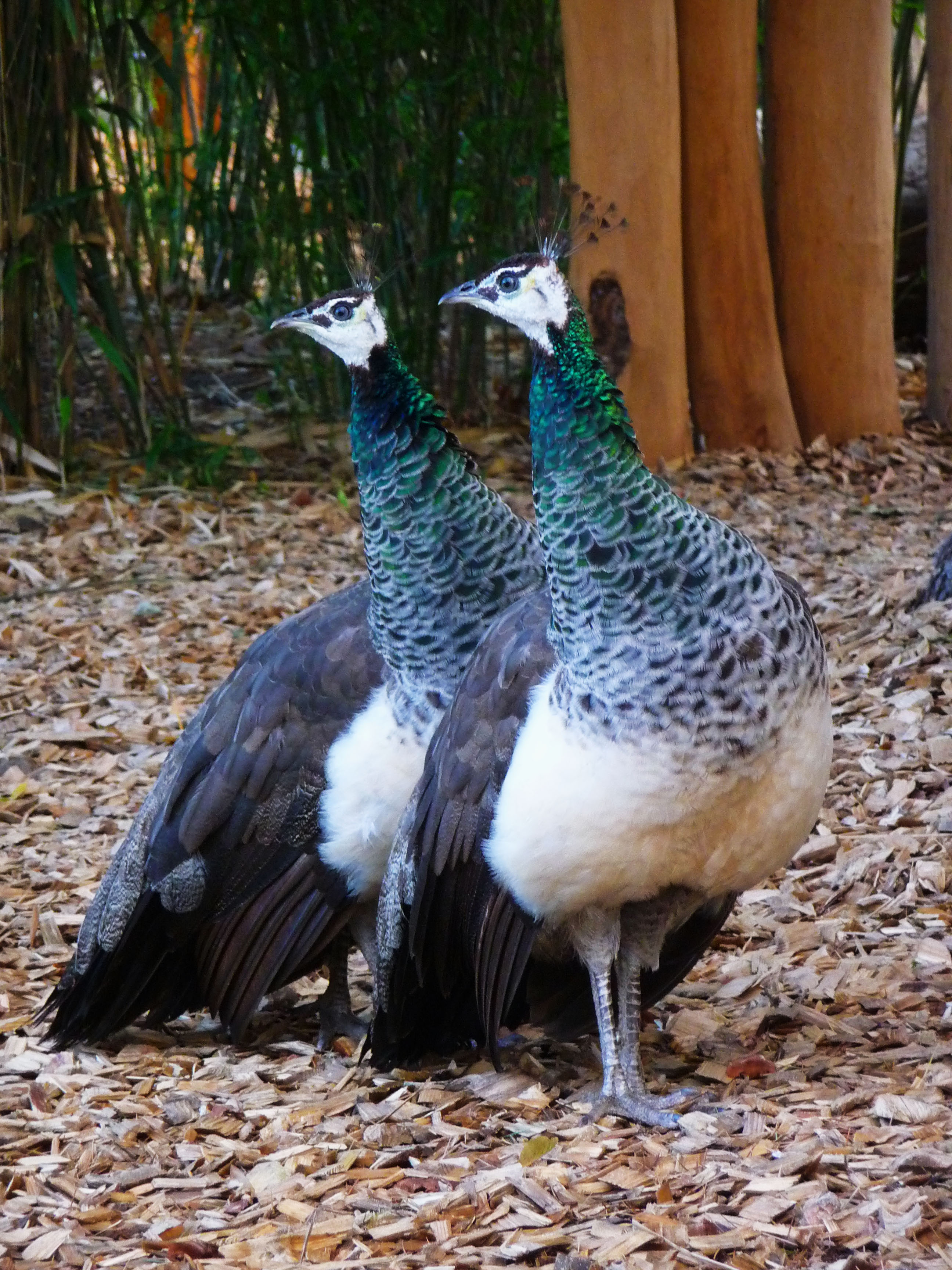
Hembras de pavo real.

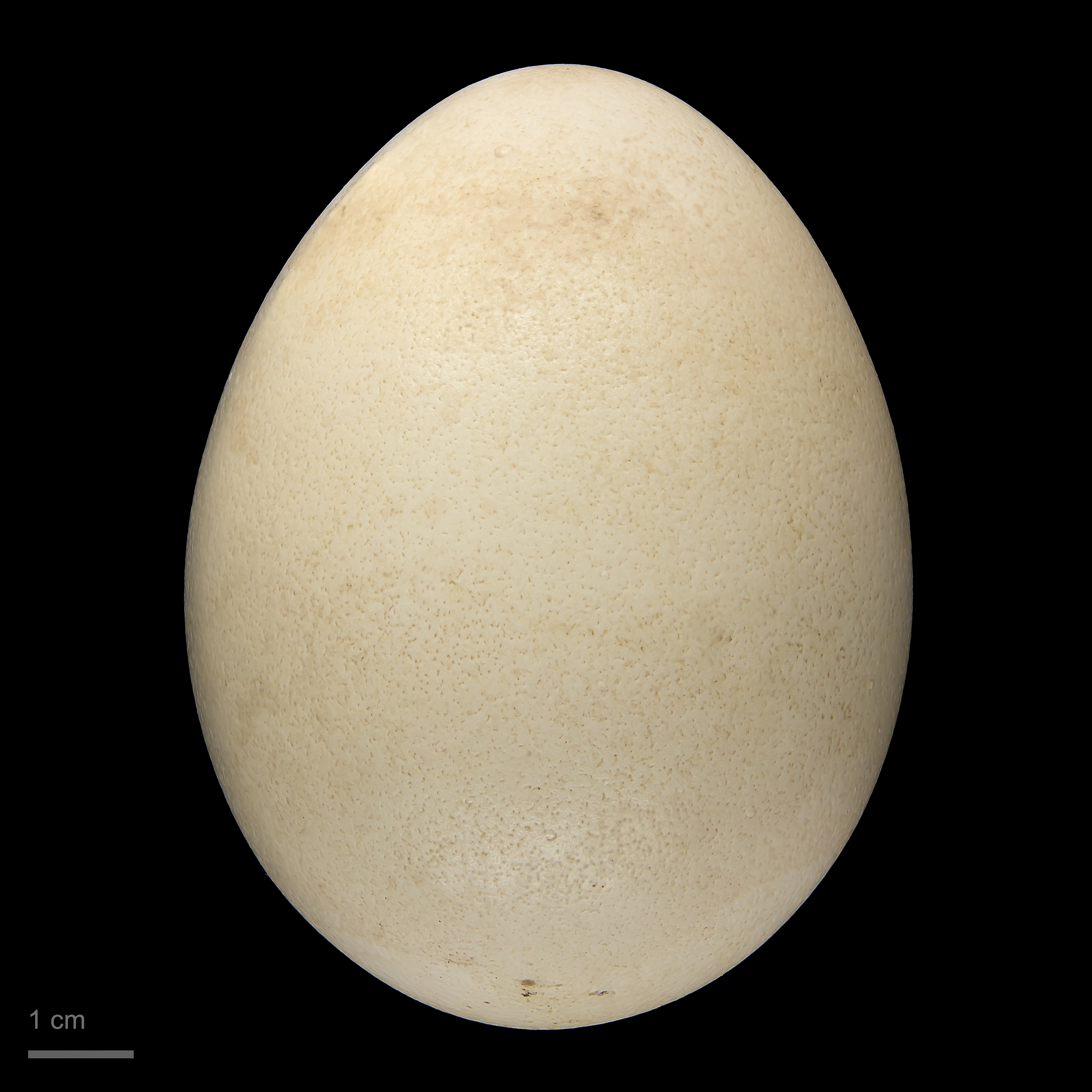
Huevo de Pavo cristatus - MHNT

La hembra tiene el cuello de color verdoso con la cara blanca y un copete similar al del macho de color verde, siendo las puntas de color castaño con bordes verdes. El cuello es verde metálico y las plumas del pecho son de color marrón oscuro con reflejos verdes. La parte superior del cuerpo es de color marrón pardo con manchas pálidas. La cola y las primarias y secundarias de las alas son marrones oscuras. No poseen las plumas que forman el vistoso abanico del macho. La región inferior es blanquecina.
Las crías son de color pardo-amarillento con un moteado más oscuro durante las etapas más tempranas. La nuca presenta una mancha marrón oscura que se conecta con los ojos. El plumaje de los machos jóvenes es parecido al de las hembras, pero con las alas castañas y un copete poco desarrollado. Estos carecen de la cola secundaria, comenzando a desarrollar las supracoberteras que la conforman durante el segundo año de vida.

### Mutaciones
Existen diferentes variaciones del fenotipo del plumaje del Pavo cristatus debido a distintas mutaciones genéticas. Estas ocurren en muy raras ocasiones en la naturaleza, pero la crianza selectiva en cautiverio ha fijado las diferentes variedades, haciendo comunes algunas de ellas y dejando el término "pavo real azul" para la estirpe salvaje. Estas mutaciones dan lugar a dos tipos de variaciones de color y de patrón. Las variaciones del color producen diferentes tonalidades en todo el plumaje, mientras que las del patrón afectan a regiones o a la distribución del pigmento, necesitando tener de base el color de la estirpe salvaje o una de las variedades. Un color se puede combinar con uno o varios patrones, produciendo distintos pavos reales, como, por ejemplo, un pavo real opal arlequín plateado.

#### Variedades de color

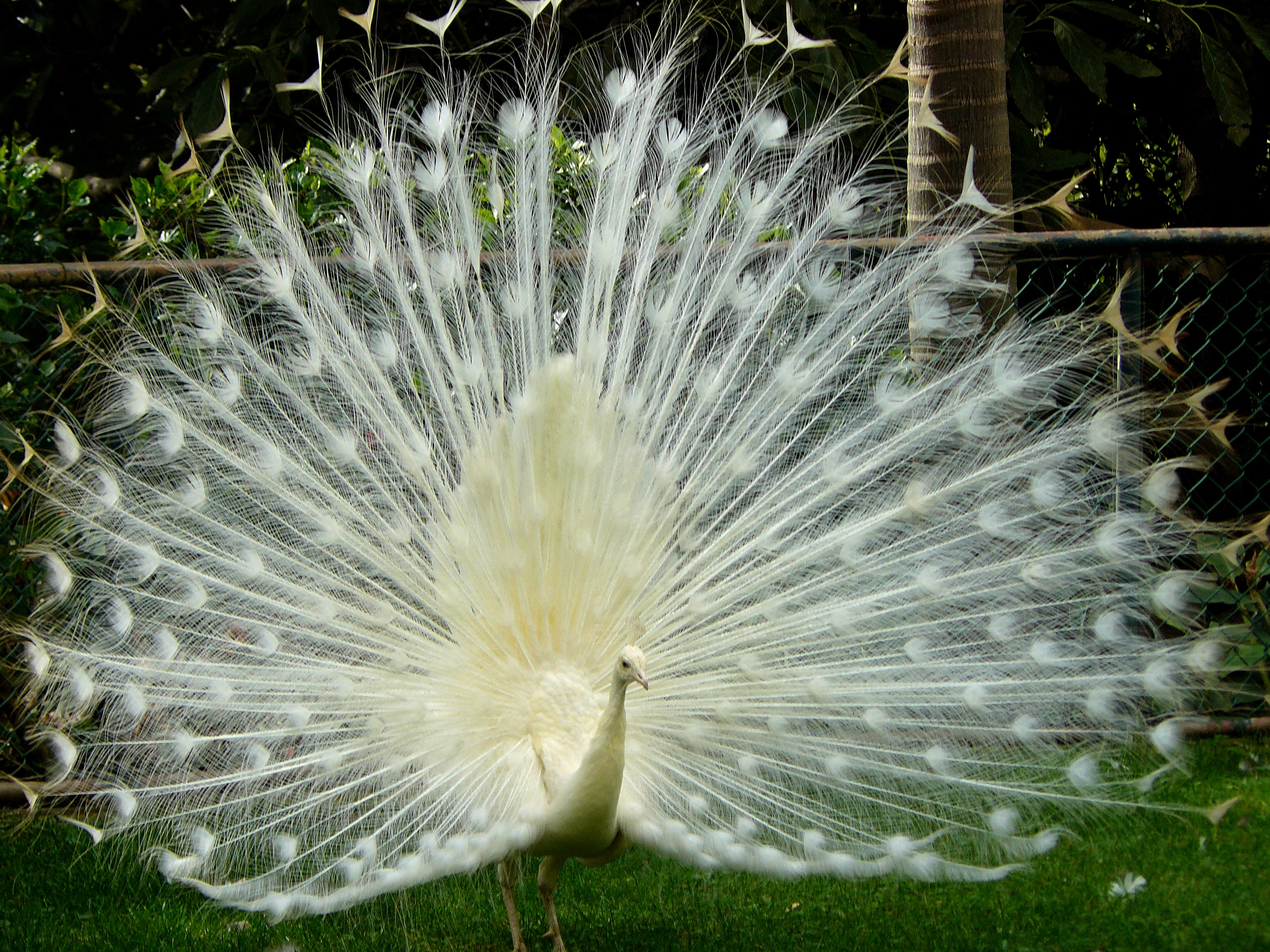
Pavo real blanco.

- Blanco: una de las más llamativas variedades. Conseguida gracias al cruce selectivo de pavos que presentaban manchas blancas en su patrón. La mutación que poseen les produce leucismo total, lo que impide que la melanina se deposite en las células plumíferas, dejando el plumaje de machos y hembras completamente blanco. Las crías al nacer son de color amarillo claro.[11]

- Bronce: el plumaje en la cabeza, el cuello y los ocelos de las supracoberteras son de color marrón intenso, con reflejos verdes metálicos que se acentúan alrededor de la cabeza, oscureciéndose su color en las regiones proximales al cuerpo.[14]

- Cameo: antes de la temporada de cortejo, el plumaje es marrón oscuro, pero este se va decolorando conforme los días son más largos, pasando a ser de color "café con leche", siendo las alas algo más claras que las supracoberteras. La cabeza y el cuello permanecen de marrón oscuro, mientras los ocelos ofrecen diferentes tonalidades de marrón. El plumaje de la hembra es de color crema. Esta variedad no posee iridiscencias.[15]

- Charcoal: las regiones que en la estirpe salvaje son azules iridiscentes, son negras mate, sin iridiscencias, en esta variedad. Las supracoberteras son negras grisáceas, con ocelos de tonos oscuros. Las hembras son más oscuras que las pavas azules y sin las iridiscencias verdes del cuello.[15]

- Jade: la parte anterior del ave es del verde intenso del jade. Las supracoberteras marrones poseen destellos oliváceos con ocelos verdosos.[14]

- Midnight': similar al color de la estirpe salvaje pero con un melanismo total que le oscurece todo el cuerpo.[14]

- Opal: la parte anterior del macho es gris oscura, siendo el resto del cuerpo de un gris más claro. La iridiscencia del pecho es violeta y las supracoberteras tienen una tonalidad olivácea con reflejos verdes, azules y púrpuras. Las hembras y sus pollitos son completamente grises.[11][14]

- Peach: con la cabeza y sus proximidades, incluido el copete, de un marrón sólido, el resto del cuerpo se va aclarando hacia un tono marrón-anaranjado similar al de los melocotones, llegando a casi blanco. El marrón de las hembras es más claro.[14]

- Púrpura: el azul del cuello es más intenso, ofreciendo reflejos morados. La banda más próxima al centro oscuro del ocelo es de color púrpura. El cuello de las hembras también poseen reflejos morados.[14]

- Taupe: parecido a la variedad opal, pero el color del macho es gris claro uniforme, con diferentes tonalidades de marrones claros.[11][14]

#### Variedades del patrón
- Ala negra: inicialmente fue considerada una subespecie del fenotipo salvaje (P. c. nigripennis), pero realmente es una variación genética que produce melanismo en los machos. La diferencia se da en las plumas terciarias y secundarias de las alas que, en lugar del patrón a rayas, ofrece una coloración completamente negra o con pequeñas motas blancas. El melanismo también afecta al azul del pecho y cuello, siendo más oscuros en el ala negra. El plumaje de la hembra también se ve afectado, siendo todo su cuerpo de color crema con tiras oscuras repartidas de manera aleatoria.[11][16]

- Arlequín: posee un leucismo parcial en extensas regiones de su cuerpo, por lo que se observan grandes manchas blancas repartidas de manera aleatoria por el plumaje de ambos sexos, mientras que las existen otras zonas pigmentadas con el color de base.[11]

- White eye: el ocelo policromado es de color blanco en diferentes proporciones. Las plumas primarias de las alas también son blancas. El resto del plumaje puede ser de cualquier variedad de color.[11]

- Arlequín plateado: se denomina así a la suma de las dos variaciones de patrones anteriores, produciendo un pavo real arlequín con ocelos blancos. La mayoría de su plumaje es de color blanco con pequeñas regiones de color plateado y azul. Actualmente se intenta combinar con las distintas variaciones de color.[12]

### Híbridos
Se conoce como "pavo real Spalding" a las crías híbridas viables resultantes del cruce entre un ejemplar de Pavo cristatus de cualquier variedad y uno de la especie afín Pavo muticus —pavo real cuelliverde—. Se denomina así en honor a Keith Spalding de California, la primera criadora de estas aves. El plumaje de este híbrido es una combinación de las dos especies, siendo verde con algunos reflejos dorados en el cuello y pecho. El copete es medianamente compacto y alargado. En la cara se observa una zona blanca desnuda formada por la piel orbital que se extiende alrededor de los ojos y los oídos. Tiene una mayor longitud y envergadura que el pavo real común, pero siendo el cuerpo algo más esbelto.

## Comportamiento
La alimentación es fundamentalmente omnívora, compuesta principalmente por semillas, frutos, bayas, plantas, verduras, insectos, ranas y pequeños reptiles.

"Los pavos reales son sinuosos como culebras, huidizos como los gatos y cautelosos como los búfalos viejos cuando vigilan los movimientos de sus enemigos"
Edward Charles Stuart Baker

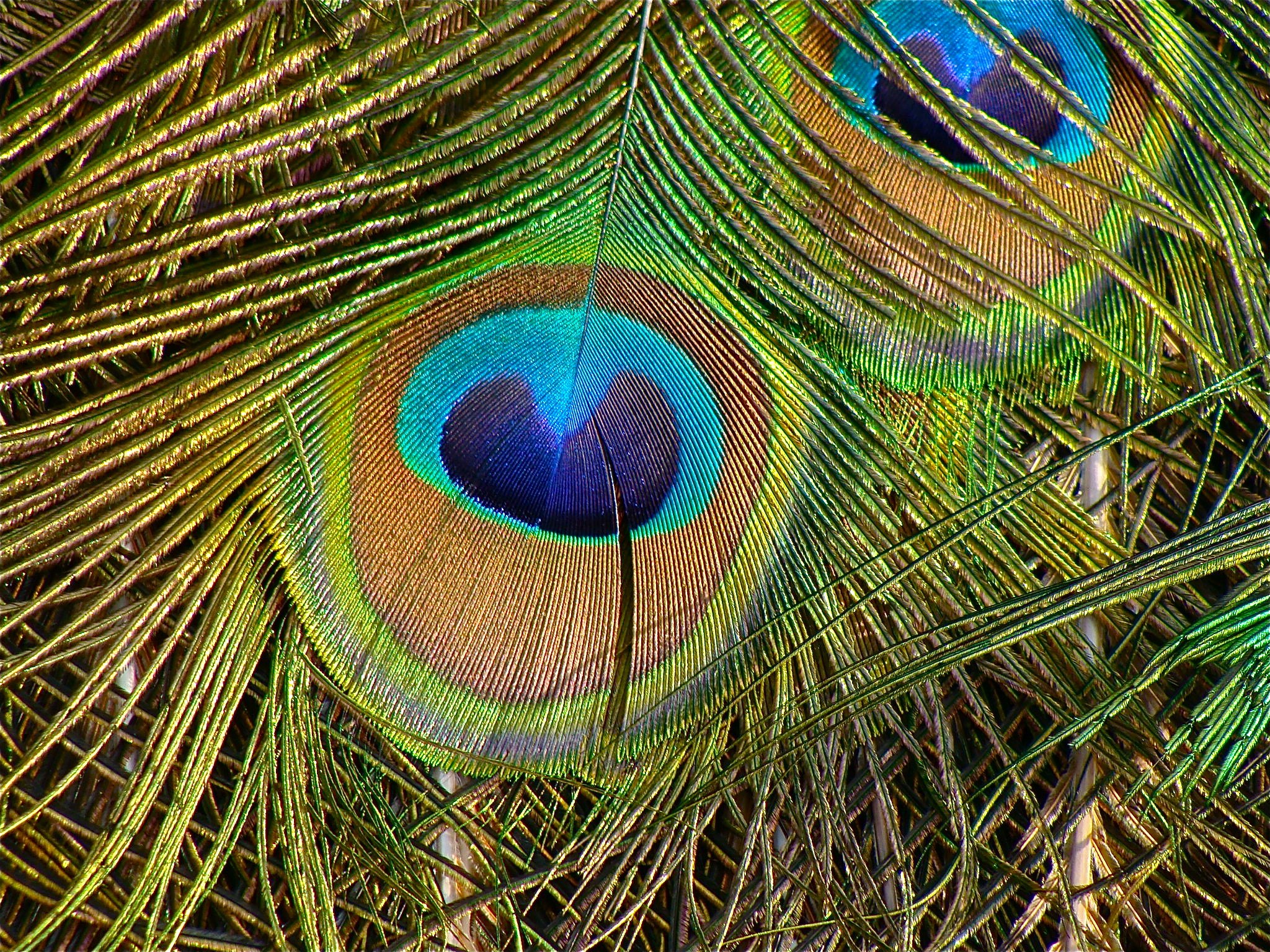
Detalle de las plumas coberteras del penacho, mostrando los ocelos policromados.

El pavo real se alimenta y nidifica en tierra, en un hueco de poca profundidad que suele tapar con ramas u hojas. A pesar de su tamaño y largas plumas puede efectuar vuelos cortos, que realiza especialmente para posarse en las ramas de los árboles donde descansa y pasa la noche.
Son aves territoriales y polígamas; cada macho debe tener cuatro o cinco hembras que no pueden estar muy juntas.
La época de celo y reproducción es en primavera, donde el macho se aparea hasta con seis hembras. La puesta es de cuatro a ocho huevos de color castaño claro, que son incubados exclusivamente por la hembra durante veintiocho días, al término de los cuales nacen los polluelos dotados de unas pocas plumas parduzcas a modo de pequeño penacho.

### Sonidos
Los sonidos que produce el animal son tan atractivos como su imagen: por lo general consisten en graznidos que pueden relacionarse con el maullido de un gato, y trompeteos asombrosamente graves. En ocasiones emite chillidos que parecen los de un niño pidiendo socorro.

## Enfermedades
Son muy sensibles a la humedad excesiva y a las bajas temperaturas, pueden contraer enfermedades respiratorias, tuberculosis e infecciones intestinales.
En temperaturas bajas, dos grados centígrados, pueden llegar a entumecerse de las patas, provocando que pierdan movilidad.[cita requerida]

## Depredadores
Sus depredadores son el tigre, el leopardo, serpientes, aves de presa y zorros.

## Historia

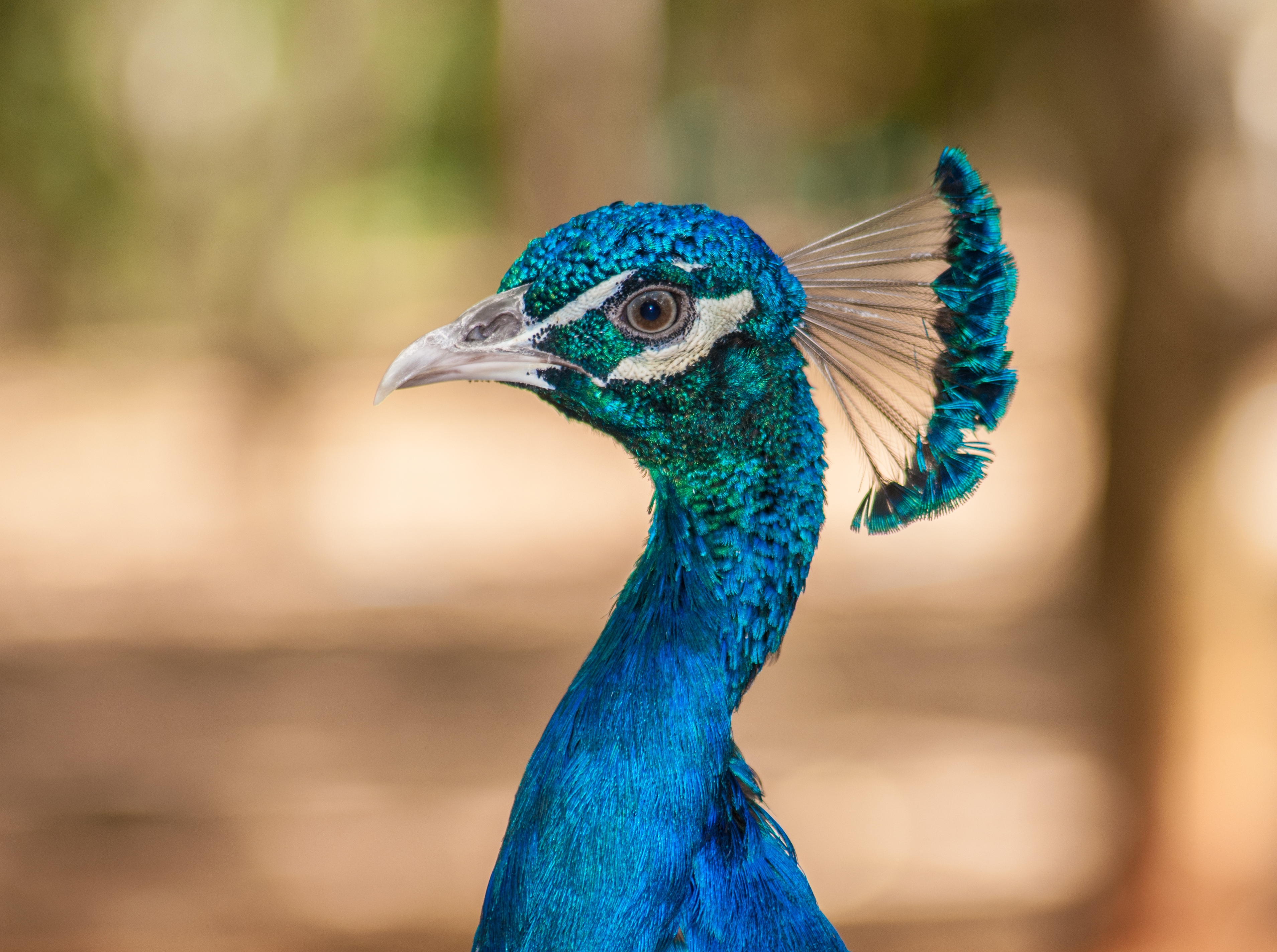
Perfil de la cabeza de un pavo real.

Esta ave es originaria de la India. Cuando Alejandro Magno conquistó el occidente de la India antigua conoció estas aves y llevó varios ejemplares hasta la ciudad de Babilonia. Desde aquí estas aves se propagaron hasta Persia, Media y luego de estos reinos fue de donde los romanos las llevaron a Italia.
Los antiguos tenían mucho aprecio a la carne y huevos de estas aves. El orador Quinto Hortensio Hórtalo fue el primero que introdujo entre los romanos el gusto por la carne de estas aves que hizo servir en un gran convite que dio cuando fue creado augur. Marco Anfidio Luco fue el primero que discurrió hacerlas andar a manadas para engordarlas.
El pavo real es muy común en los monumentos antiguos. Se ve a Juno acompañada del pavo por estarle particularmente consagrado. Se observa también en las medallas de Samos, célebre por el culto que tributaban a esta diosa y en las medallas romanas en las cuales se ve a Juno regina. En algunas se ve al pavo a los pies de Isis y de la Providencia e indica particularmente la consagración de las emperatrices. Un pavo con la cola desplegada puede considerarse como el símbolo de la vanidad.
En tiempo de la caballería era también muy apreciado el pavo real que se calificaba de noble ave. Su carne era el alimento de los valientes y de los amantes y el ornato de los banquetes. Una figura de pavo servía de blanco a los caballeros que se adiestraban en el ejercicio de las armas y cuando había de pronunciarse algún juramento o solemne voto, se llevaba a la mesa con grande aparato por las damas o damiselas un pavo asado en una gran fuente de oro o plata. Después de haber pronunciado sobre él un voto cada uno de los comensales se distribuía entre todos los asistentes.

## Simbolismo, mitología y cultura popular

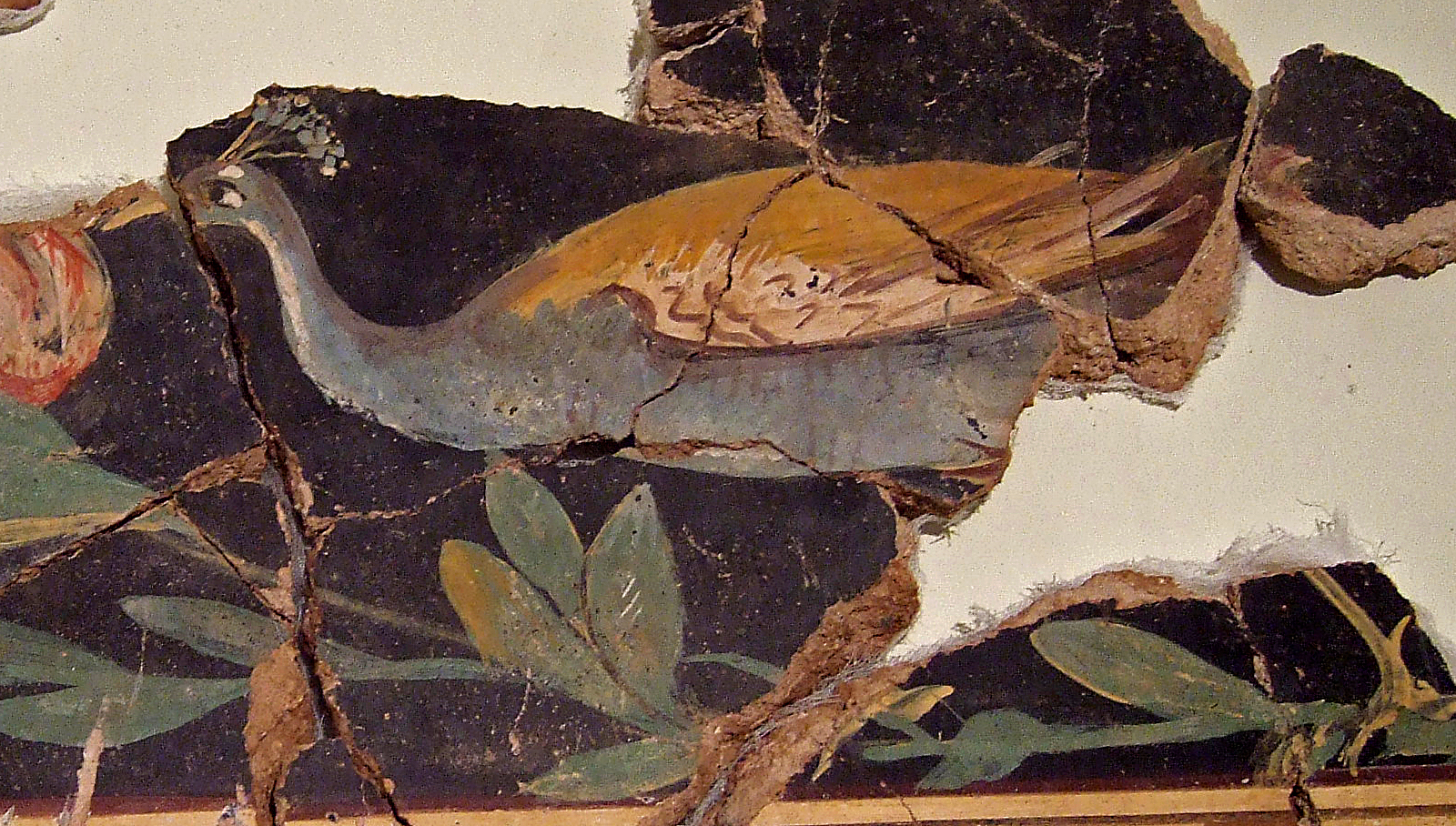
Pavo Real representado en un friso romano en Bílbilis (hacia el año 50), Museo de Calatayud (España).

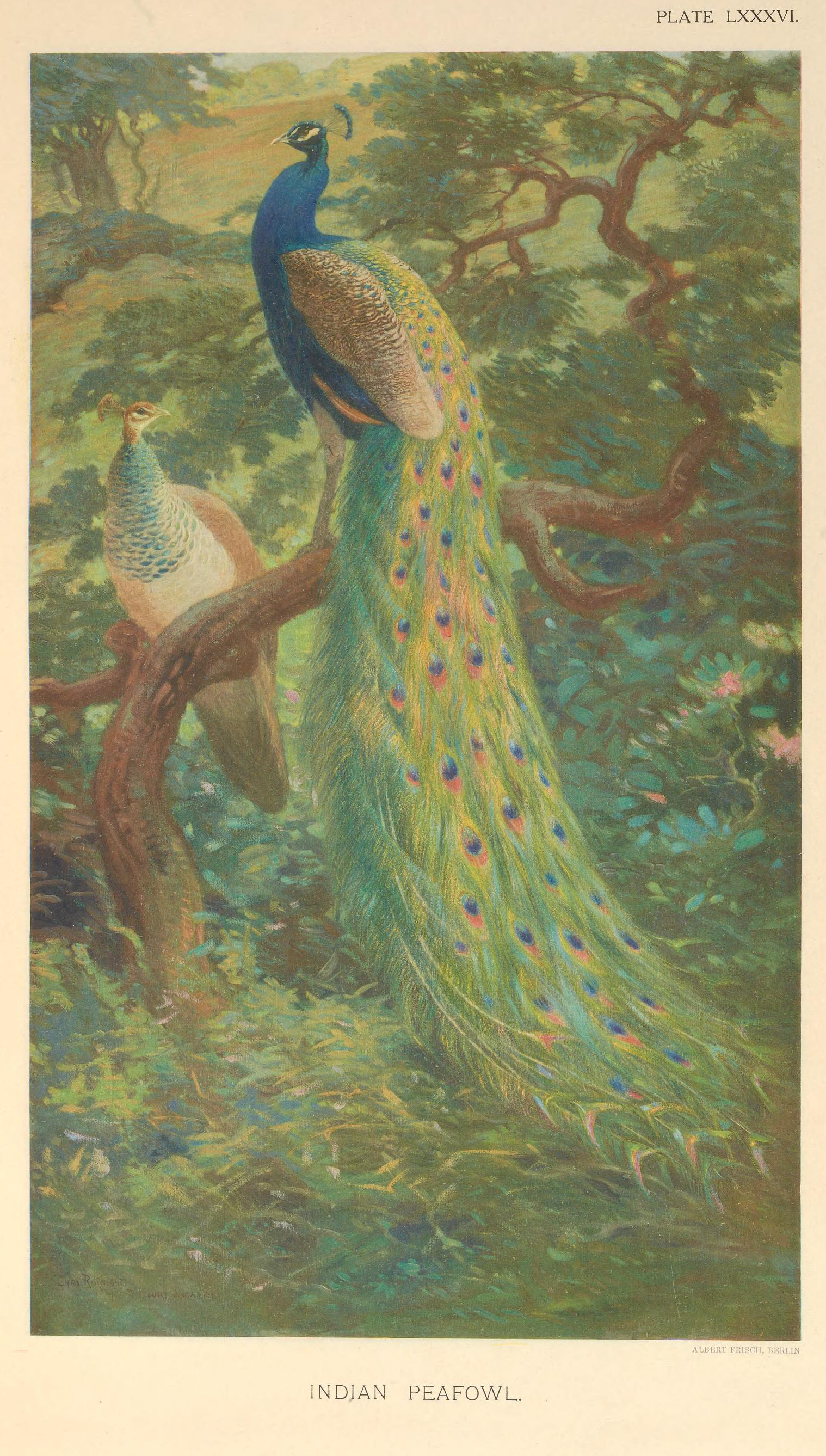
Ilustración de un pavo real macho junto a una hembra.

La simbología del pavo real es larga, ya que su majestuosidad llamó la atención del hombre ya en épocas pasadas. Aunque se le asocie con el concepto de vanidad, el pavo real es, en casi todas las culturas, un símbolo solar relacionado con la belleza, la gloria, la inmortalidad y la sabiduría. Es originario de la India y fue Alejandro Magno quien lo llevó a Occidente junto a su significado simbólico a través de Babilonia, Persia y Asia Menor, alcanzando Grecia en el Período Clásico. Su simbolismo solar está, sin duda, relacionado con su larga cola de colores y sus dibujos en forma de ojos que, debido a su forma circular y a su brillo, conectan también con el ciclo vital y eterno de la naturaleza.
El pavo real es el ave nacional de India. En el hinduismo, el pavo real sirve de montura a Skanda, el dios de la guerra. Numerosas tradiciones, especialmente en el sur de la India y Sri Lanka lo relacionan también con deidades locales, representando por ejemplo al poder del trueno. Muchas de las danzas folclóricas de la India muestran pasos inspirados en el baile de cortejo del pavo real. Una creencia popular de países hindús sostiene que cuando el pavo real despliega su cola es señal de lluvia. En la antigua Grecia, fue el ave simbólica de Hera, la diosa griega más importante del Olimpo, esposa legítima de Zeus y diosa de las mujeres y el matrimonio. Según cuentan, Hera encargó a Argos, un gigante con mil ojos, que vigilase a una de las amantes de su infiel esposo pero fue asesinado por Hermes. Cuando la diosa se enteró de la muerte de Argos, tomó sus cien ojos y los puso en la cola del pavo real, dándole el aspecto que tiene actualmente.
En Roma, las princesas y emperatrices tomaron el pavo real como su símbolo personal. De este modo, el pavo real pasó al simbolismo cristiano fuertemente relacionado con la Gran Diosa por lo que no es difícil comprender su conexión positiva con la Virgen María y las delicias del Paraíso. En la religión cristiana, es considerado símbolo de resurrección de Cristo porque en primavera, tiempo de Pascua, el ave cambia totalmente de plumaje. No se le suele representar con su cola desplegada ya que es una imagen que sugiere vanidad, un concepto contrario a la caridad y la humildad del mensaje del cristianismo. Se pueden ver mosaicos del siglo IV con esta figura en la iglesia de Santa Constancia, en Roma, así como en algunas catacumbas cristianas. En general, las representaciones de pavos reales muestran al ave bebiendo de un cáliz o de una fuente (Fuente de la Vida) simbolizando un renacimiento espiritual, asociado con el bautismo y con la eternidad del alma.
- La majestuosidad del pavo real llamó la atención del hombre desde épocas antiguas, incorporándolo a la cultura popular y a la religión de diferentes períodos históricos, partiendo de las regiones geográficas que constituyen su hábitat original.
- En el hinduismo, el pavo real sirve de montura a Kārttikeya o Skanda, el dios de la guerra. Numerosas tradiciones, especialmente en el sur de la India y Sri Lanka lo relacionan así mismo con deidades locales, representando por ejemplo al poder del trueno. Muchas de las danzas folclóricas de la India incluyendo el Bharatha Natyam muestran pasos inspirados en el baile de cortejo del pavo real.
- Una creencia popular de estos países sostiene que cuando el pavo real despliega su imponente penacho es señal inminente de lluvia.[20]
- En la antigua Grecia fue el ave simbólica de Hera.
- Cuando en el Antiguo Testamento se describen las riquezas del rey Salomón, se incluye al pavo real en posición preponderante:

"Porque el rey Salomón tenía en el mar una flota de naves de Tarsis, con la flota de Hiram. Una vez cada tres años venía la flota de Tarsis, y traía oro, plata, marfil, monos y pavos reales"
Primer libro de Reyes, 10:22, Reina-Valera, 1960

- En el Islam se asocia a Iblís, jefe supremo de los demonios, con el pavo real.
- En la religión yazidi el pavo real se asocia a su dios Melek Taus.
- El pavo real es el ave nacional de India.
- Era un manjar muy apreciado en los festines de la antigua Roma donde el pavo real era un plato casi obligatorio.
- En la época contemporánea, los principales zoológicos de todo el mundo tienen una colección de pavos reales como uno de los principales atractivos para el público visitante.
- En su texto Tratado sobre el sentido común, el filósofo libertino francés François de La Mothe Le Vayer menciona y alaba al pavo real. Afirmaba desear una pluma como la de este animal, «ocelada, moteada, adornada, con todos los colores y la capacidad de presentarse de distinta manera cada vez que se despliega».[21]